# Cyprus International 2010
Die Cyprus International 2010 im Badminton fanden vom 14. Oktober bis zum 17. Oktober 2010 in Nikosia, Zypern, statt. Das Preisgeld betrug 5.000 US-Dollar. Das Turnier hatte damit ein BWF-Level von 4B.

## Sieger und Platzierte
| Disziplin    | Gold                                        | Silber                             | Bronze                                    |
| ------------ | ------------------------------------------- | ---------------------------------- | ----------------------------------------- |
| Herreneinzel | Viktor Axelsen                              | Simon Maunoury                     | Michael Lahnsteiner                       |
| Herreneinzel | Viktor Axelsen                              | Simon Maunoury                     | Ernesto Velazquez                         |
| Dameneinzel  | Carolina Marín                              | Olga Golovanova                    | Anna Rovita                               |
| Dameneinzel  | Carolina Marín                              | Olga Golovanova                    | Ragna Ingólfsdóttir                       |
| Herrendoppel | Didit Juang Indrianto Seiko Wahyu Kusdianto | Niclas Nøhr Mads Pedersen          | Praveen Jordan Rangga Yave Rianto         |
| Herrendoppel | Didit Juang Indrianto Seiko Wahyu Kusdianto | Niclas Nøhr Mads Pedersen          | Theis Christiansen Thomas Fynbo           |
| Damendoppel  | Romina Gabdullina Evgeniya Kosetskaya       | Lena Grebak Camilla Overgaard      | Anastasiia Akchurina Mariya Korobeynikova |
| Damendoppel  | Romina Gabdullina Evgeniya Kosetskaya       | Lena Grebak Camilla Overgaard      | Olga Golovanova Anastasia Kharlampovich   |
| Mixed        | Niclas Nøhr Lena Grebak                     | Denis Grachev Anastasiia Akchurina | Roman Zirnwald Elisabeth Baldauf          |
| Mixed        | Niclas Nøhr Lena Grebak                     | Denis Grachev Anastasiia Akchurina | Mads Pedersen Louise Hansen               |

## Finalresultate
| Disziplin    | Sieger                                      | Finalist                            | Ergebnis                  |
| ------------ | ------------------------------------------- | ----------------------------------- | ------------------------- |
| Herreneinzel | Viktor Axelsen                              | Simon Maunoury                      | 21 – 10, 21 – 11          |
| Dameneinzel  | Carolina Marín                              | Olga Golovanova                     | 21 – 12, 25 – 27, 21 – 14 |
| Herrendoppel | Didit Juang Indrianto Seiko Wahyu Kusdianto | Niclas Nøhr Mads Pedersen           | 21 – 15, 15 – 21, 21 – 19 |
| Damendoppel  | Romina Gabdullina Evgeniya Kosetskaya       | Lena Grebak Camilla Overgaard       | 21 – 18, 21 – 9           |
| Mixed        | Niclas Nøhr Lena Grebak                     | Denis Grachev Anastasia Chervyakova | 21 – 13, 18 – 21, 21 – 12 |